# Kateřina Baďurová
Kateřina Baďurová, född 18 december 1982 i Ostrava, är en tjeckisk friidrottare som tävlar i stavhopp. 
Baďurová deltog vid Olympiska sommarspelen 2004 i Aten där hon slutade på 12:e plats. Såväl vid  Inomhus-VM 2004 som EM i München 2002 och EM i Göteborg 2006 misslyckades Baďurová med att nå finalen. 
Vid VM 2007 lyckades hon sätta nytt personligt rekord (= nytt nationsrekord) när hon klarade 4,75 vilket innebar en silvermedalj. I början av 2008 skadade hon sig på träning och missade Olympiska sommarspelen 2008.